# Innsbrucker Platz
Innsbrucker Platz er en plads beliggende i området Schöneberg, grænsende til Friedenau, i Berlin, Tyskland. 
Pladsen, der har sit navn efter byen Innsbruck i Østrig, blev anlagt i 1910 i forbindelse med byggeriet af U-Bahn. På pladsen findes både i dag både U-Bahn og S-Bahn-station.
52°28′43″N 13°20′38″Ø / 52.4786°N 13.3439°Ø